# حسن السوسي
الشاعر حسن أحمد محمد السوسي (1924-2007) شاعر فصحى من ليبيا، يُلقب بشاعر الوطن وشاعر الغزل الخجول.

## مولده ونشأته
ولد عام 1924 بواحة الكفرة  جنوب شرق ليبيا. هاجرت به أسرته إلى مصر لما اشتدت وطأة الاحتلال الإيطالي على الشعب الليبي، فترعرع في مرسى مطروح في القطر المصري، وتأثر كثيراً بالمجتمع المصري، وكان كثير من اللاجئين الليبيين قد نزل مرسى مطروح، كبعض أفراد السنوسيين الذين اتصل بهم وكانت بينه وبينهم ألفة ومودة. تلقى تعليمه الأولي في مصر،  وحفظ القرآن علي يد والد وغيره من المشائخ، وتأثر بالفكر السنوسي، وترقى حتى حصل على الشهادة الأهلية الأزهرية عام 1944م، تعين معلماً بالمدرسة الأبيار الداخلية قرب المرج سنة 1945، وهناك بدأ كتابة الشعر، إلى أن أصبح من رواد المدرسة الشعرية الكلاسيكية الليبية، أعجب بالشاعر أحمد رفيق المهدوي وتتلمذ عليه، عاصر الشاعرين رجب الماجري وراشد الزبير السنوسي، وارتبط بهما بصداقة حميمية لم تنقطع،تنقل بعدها في بعض البلدان العربية، كلبنان وتونس لحضور دورات تربوية هناك، فاكتسب الكثير من المعرفة، وصقلت موهبته الشعرية، ولعل الحنين إلى الوطن، مع ما ألحقه المحتل ببلاده وشعبه كل ذلك أثر في نفسيته وشاعريته.

## وفاته
استمرت به الحياة حتى عايش دولة الثورة لأكثر من ثلاثين عاماً حتى توفي في يوم الأربعاء 21 من شهر نوفمبر 2007م في إحدى مستشفيات العاصمة التونسية، ثم نقل إلى بنغازي ليدفن فيها يوم الخميس 22 نوفمبر 2007، وذلك عن 83 عاماً قضاها في الدعوة إلى الفضيلة.

## شعره
عايش السوسي ظروف الحرب التي مرّت بها ليبيا، وكان المهجر قد أكسبه جودة الشعر، وسعة في الخيال. فكانت عاطفته الشعرية بعد صادقة ؛ غير متكسبة متملقة، ولا كاذبة لا روح فيها، فكان شعره يحكي وجدانه، ويصور عاطفته،  فكان الشعر هو الذي يأتيه كلما حانت المناسبة. نشر قصائده في عديد المطبوعات : برقة الجديدة، الحقيقة، الأسبوع الثقافي، الثقافة العربية، العرب اللندنية، المناهل، الفصول الأربعة.

## مشاركاته الأدبية
شارك في مهرجانات الأدباء المغاربة والأدباء العرب في كل من طرابلس وتونس والجزائر والقاهرة وبغداد.

## دواوينه
- الركب التائه 1963
- ليالي الصيف 1970
- نماذج 1981
- المواسم 1986
- نوافذ 1987
- الفراشة مركز دراسات الثقافة العربية، الطبعة الأولى، عام 1988.
- الزهرة والعصفور ،الدار الجماهيرية، الطبعة الأولى, عام 1992.
- الجسور ،الدار الجماهيرية، الطبعة الأولى، عام 1998.
- الحان ليبية ،الدار الجماهيرية، الطبعة الأولى، عام 1998.
- تقاسيم على أوتار مغاربية، الدار الجماهيرية، الطبعة الأولى، عام 1998.

المخطوطات : كما أنا - شعر

## من قصائده
- أمرأة فوق العادة
- الانتفاضة
- وطن الكرام

## وصلات خارجية
- صفحة الاديب في ديوان العرب
- تأبين الشاعر في دوان العرب